# 한약사
한약사(韓藥師)는 대한민국 약사법에 의하여 한약과 한약제제에 대한 제조, 조제 및 판매 등의 약사(藥事)를 담당하는 보건의료인이다.

## 개요
대한민국 약사법에 의거, 한약학과를 졸업하고 한약사국가시험에 합격하여 보건복지부 장관의 면허를 받은 자를 말한다. 한약사는 한의사의 처방에 따라 한약을 조제하게 되어있으나, 시행되고 있지 아니하다.

## 배경
1990년대에 한약 취급 주체에 대한 한의사와 약사 간의 갈등이 생기기 시작하였다. 이를 한약조제권분쟁 혹은 한약분쟁이라고 한다. 분쟁이 심각해지자 경실련이 중재에 나섰고, 한의사와 약사는 서로 한약에 대한 배타적 권리를 포기하고 한약사 제도를 신설하며, 한방 의약 분업을 3년 내에 시행하기로 합의하였다. 그 결과 한약조제권을 담당하게 된 한약사가 생겨나게 되었다. 한의사가 한방분업 파기선언을 하는등 비협조적으로 나와 한방분업은 시행되지 못하고 있다.

## 현황
한약학과는 현재 경희대학교, 우석대학교, 원광대학교 등 3개 대학에 각각 정원 40명 규모로 개설되어 있다. 한약사는 매년 약 120~150명이 배출되고 있다. 한약사는 임상 한약사, 제약회사, 공무원, 연구직, 교직 등 다양한 분야에서 활동한다.

## 방향
한약사제도는 위에서 서술한 대로 한방 의약 분업을 위해 생겼다. 그러나 한의사가 약사법 부칙의 제8조 경과조치에 따른 임시적인 한약조제권을  포기하는 것은 요원한 상황이다. 이를 위해 대한한약사회에서는 지속적으로 한약의 유통 및 감별에 대한 교육을 통해 한약사의 배타적인 직능을 함양하고 있다.

## 일반의약품판매를 둘러싼 논란
대한약사회는 약사법 제2조(정의)의 약사와 한약사의 업무 구분에 따라 한약사의 일반의약품 판매는 불법 행위라는 성명을 발표하였다.

## 같이 보기
- 한약학
- 한의사
- 한의학